# Sergej Malyšev
Sergej Jur'evič Malyšev (in russo Сергей Юрьевич Малышев?; Novosibirsk, 7 agosto 1975) è un allenatore di calcio a 5 ed ex giocatore di calcio a 5 russo.

## Carriera
Come massimo riconoscimento in carriera vanta la partecipazione al FIFA Futsal World Championship 2000 in cui la nazionale russa è giunta al quarto posto. Malyšev ha inoltre disputato quattro campionati europei, vincendo l'argento nell'edizione 2005.

## Palmarès

### Competizioni nazionali
- Campionato russo: 5
Dinamo Mosca: 2002-03, 2003-04, 2004-05, 2005-06, 2006-07
- Coppa di Russia: 3
GKI Gazprom: 2000
Dinamo Mosca: 2003, 2004

### Competizioni internazionali
- Coppa UEFA: 1

Dinamo Mosca: 2006-07